# أوكسيفينبوتازون

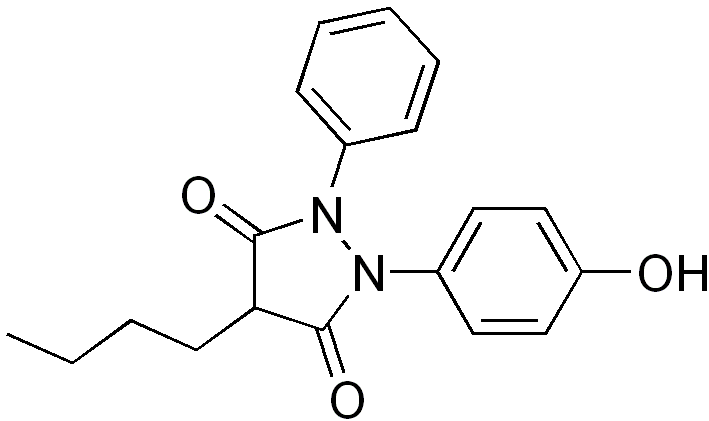

أوكسيفينبوتازون (Oxyphenbutazone) مضاد التهاب غير ستيروئيدي يستخدم كمسكن ألم.

## الاستطباب
- يخفف الألم ويقلل من التورم (التهاب) والحمى.
- يحسن أعراض النقرس.
- ويشيع استخدام لعلاج الألم، والتورم والتصلب المرتبطة النقرس، التهاب المفاصل أو الحالات المؤلمة الأخرى.
- حالات الالتهابات المزمنة مثل التهاب المفاصل الروماتيدي، والتهاب المفاصل والتهاب الفقار اللاصق.

## مضادات الاستطباب
- القرحة الهضمية.
- فرط الحساسية تجاه الدواء.
- الأمراض الكبدي المعتدلة إلى الحادة في الحمل.

## الجرعة
100 - 200 ملغ مرتين/يوم.

## طريقة الاستعمال
- يتم تناوله مع الطعام أو الحليب لمنع حدوث اضطراب في المعدة.
- يُؤخذ هذا الدواء مع كوب كامل (8 أوقية أو 240 مل) من المياه ما لم يأمر الطبيب بخلاف ذلك.
- ينبغي عدم الاستلقاء لمدة 30 دقيقة على الأقل بعد أخذ هذا الدواء.
- يُؤخذ يأخذ هذا الدواء بالضبط كما هو مقرر.
- قد يرغب الطبيب بالقيام بفحوصات مخبرية للدم والبول لتقييم العلاج.

## الآثار الجانبية
- صداع، حرقة، فقدان شهية، اضطراب في المعدة، دوار ودوخة، نفخة، إمساك، إسهال، خمول.
- يجب إعلام الطبيب إذا كان هناك أعراض: قروح الفم، عدم وضوح الرؤية، حمى، التهاب الحلق، ضعف، جلد شاحب، طنين في الأذنين و/ أو فقدان السمع.
- يجب وقف تناول هذا الدواء واستشارة الطبيب أو الصيدلي فورا عند حدوث: براز أسود، المعدة الثابتة (ألم في البطن والقيء يشبه القهوة).
- من النادر حدوث رد فعل حساسية تجاه الدواء، أعراض الحساسية تشمل: طفح جلدي، حكة، تورم، دوخة شديدة، صعوبة في التنفس.

## الاحتياطات
- عسر الهضم.
- فرط ضعط الدم.
- الرضاعة.

## التداخلات الدوائية
- يقوي عمل مضادات التخثر مثل الوارفارين.
- يقوي عمل خافضات سكر الدم الفموية.
- يمنع أيضا عملية التمثيل الغذائي للفينيتوين.
- ويقلل أيضا من تأثير خافض للضغط من حاصرات بيتا.